# DS 7
DS 7 — компактный кроссовер класса люкс от французского автопроизводителя DS Automobiles. Автомобиль был впервые представлен 28 февраля 2017 года, а его публичная премьера состоялась на 87-м Женевском автосалоне в марте 2017 года.
DS7, как и Citroën C5 Aircross, основан на платформе EMP2 Groupe PSA.  Хотя это и не первый внедорожник бренда (см. DS 6), это первый внедорожник для Европы.

## История

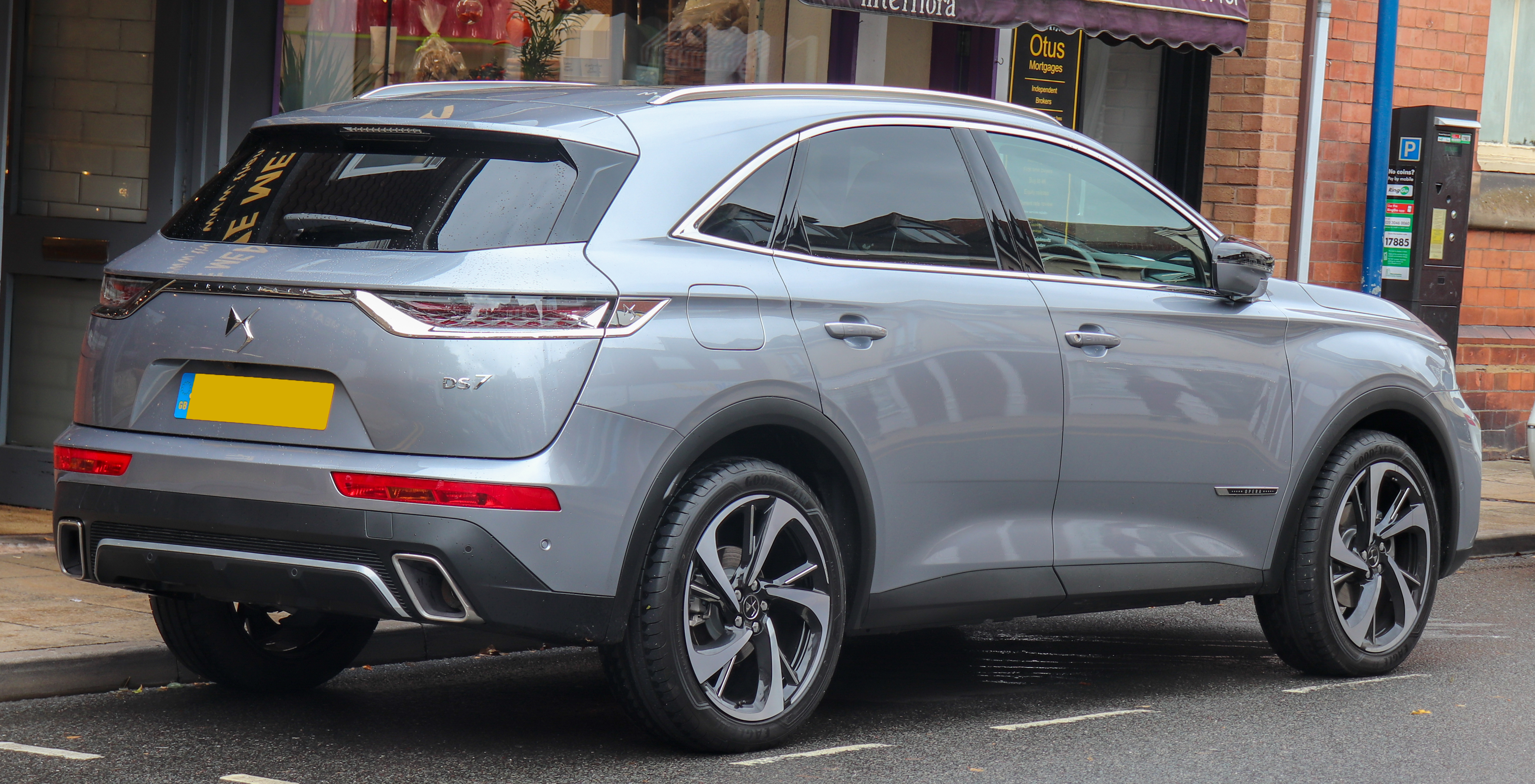
DS7 Crossback Ultra Prestige

DS7 был представлен прессе 28 февраля 2017 года, затем был показан публике на Женевском автосалоне 2017 года и поступил в продажу в январе 2018 года для дизельных версий.

### Позиционирование
Поскольку DS 5 в 2011 году стала последней новой моделью, выпущенной DS Automobiles в Европе, это повлияло на ее общие продажи, которые в последние годы упали.
Помимо улучшения продаж, DS 7 Crossback стал более комфортабельным, улучшилось качество сборки и технологий (вспомогательные средства вождения, полуавтономное вождение).

## DS 7 Crossback Présidentiel
На своей инаугурации 14 мая 2017 года избранный президент Эммануэль Макрон выбрал DS 7 Crossback в качестве своего президентского автомобиля.  Это был первый раз, когда президент использовал модель внедорожника в рамках церемонии инаугурации.  В этом случае он использовался только один раз и позже был выставлен в выставочном зале DS World в Париже.
Эта конкретная версия (предоставленная за семь месяцев до продажи модели во Франции, запланированной на январь 2018 года) имеет чернильно-синий цвет и изготовленную на заказ открытую крышу.  Французские флаги и логотипы «RF» (от «République Française» (или «Французская Республика» на французском языке)) появляются в разных местах, интерьеры выполнены из черной кожи и «лакового холста» (ткани, покрытой лаком), был специально изготовлен мастерской Maury.
По случаю Дней европейского наследия 16 и 17 сентября 2017 года DS 7 Crossback Présidentiel был выставлен во дворе Елисейского дворца.

### Esprit de Voyage
Представленная в марте 2023 года специальная версия Esprit de Voyage, что по-французски означает «дух путешествия», является флагманской комплектацией DS 4 и DS 7 и отличается новыми материалами и цветовыми сочетаниями, вдохновленными индустрией моды.

## Галерея

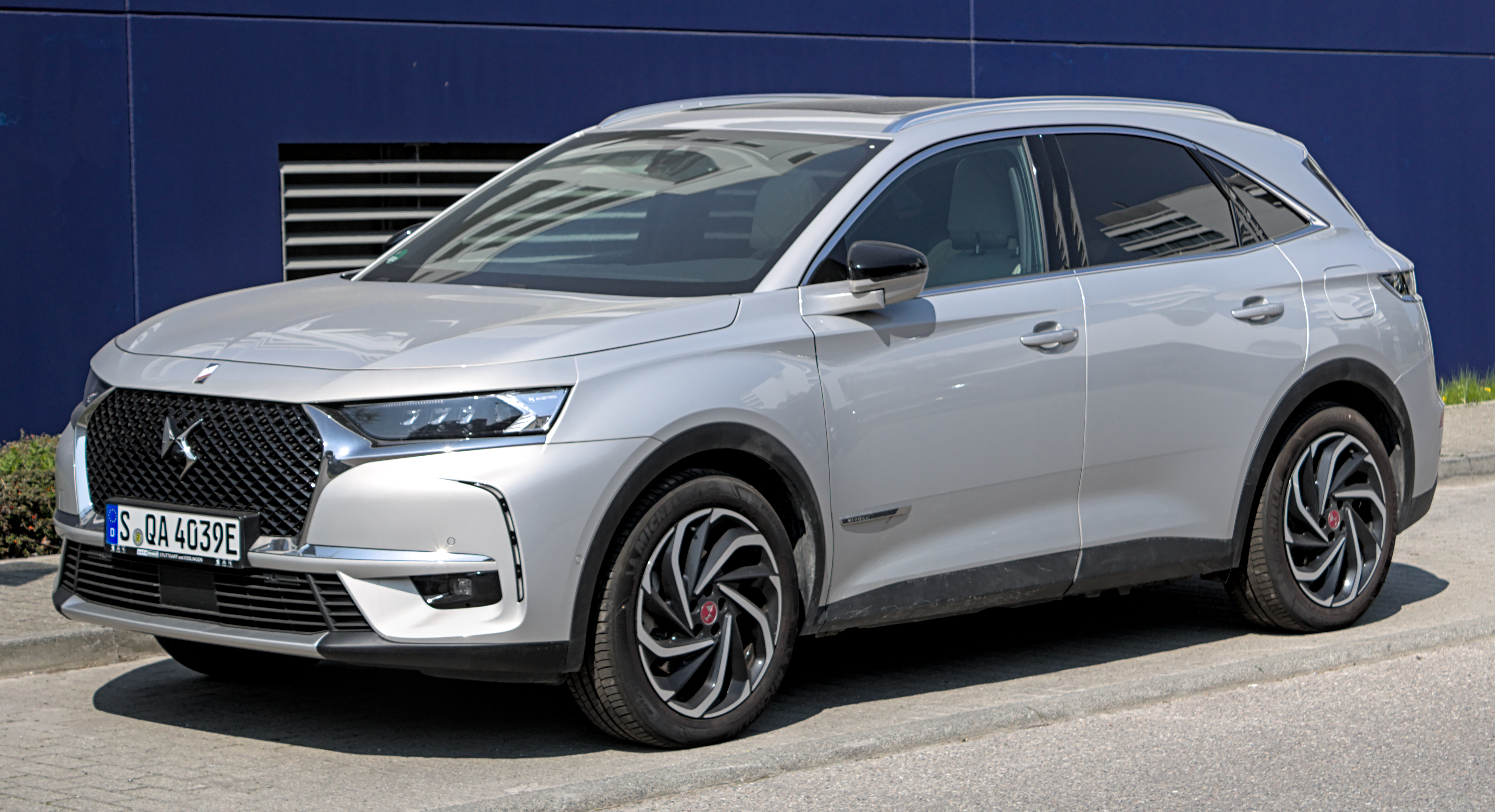
DS 7 Crossback E-Tense
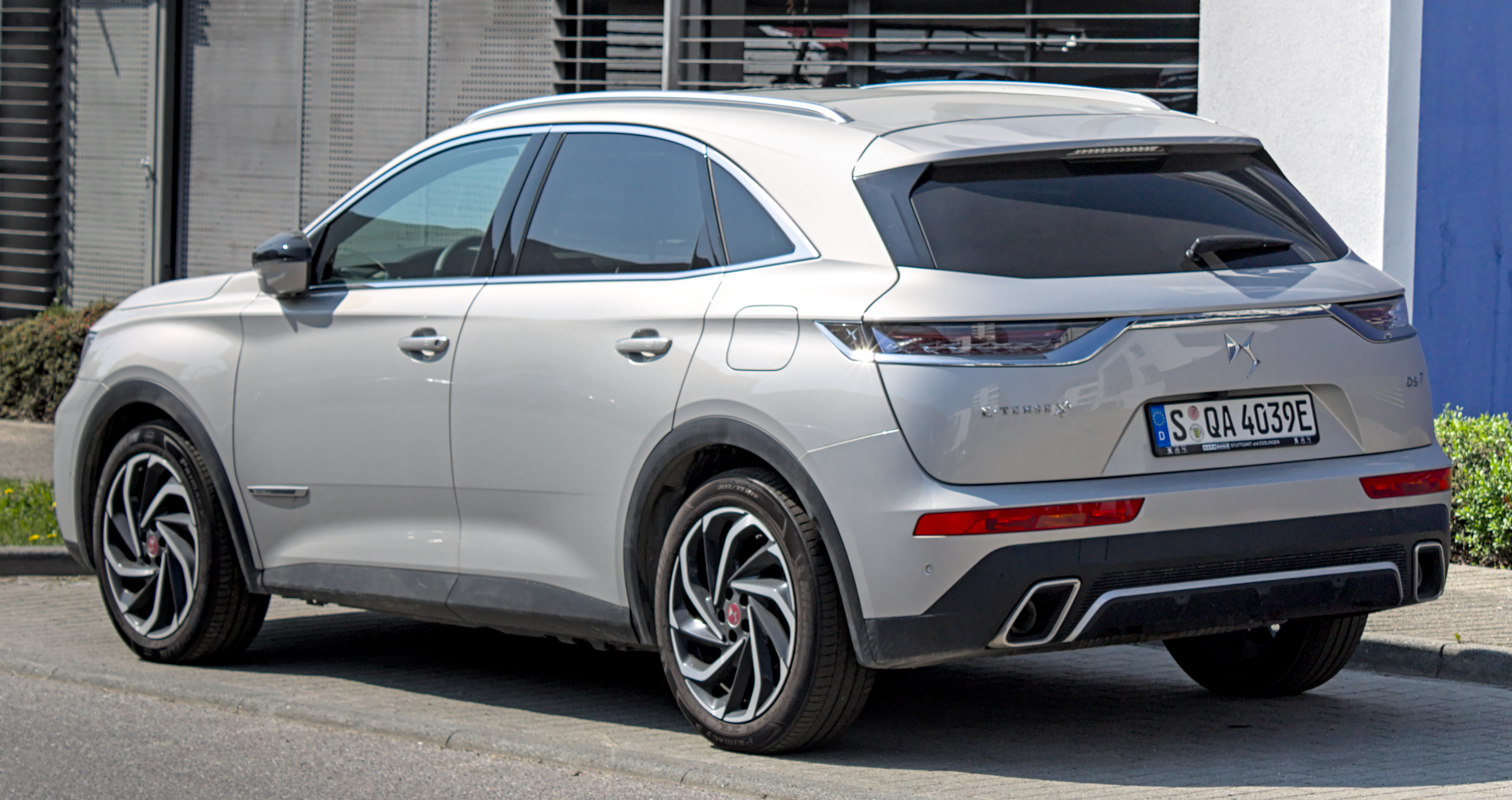
E-Tense Вид сзади
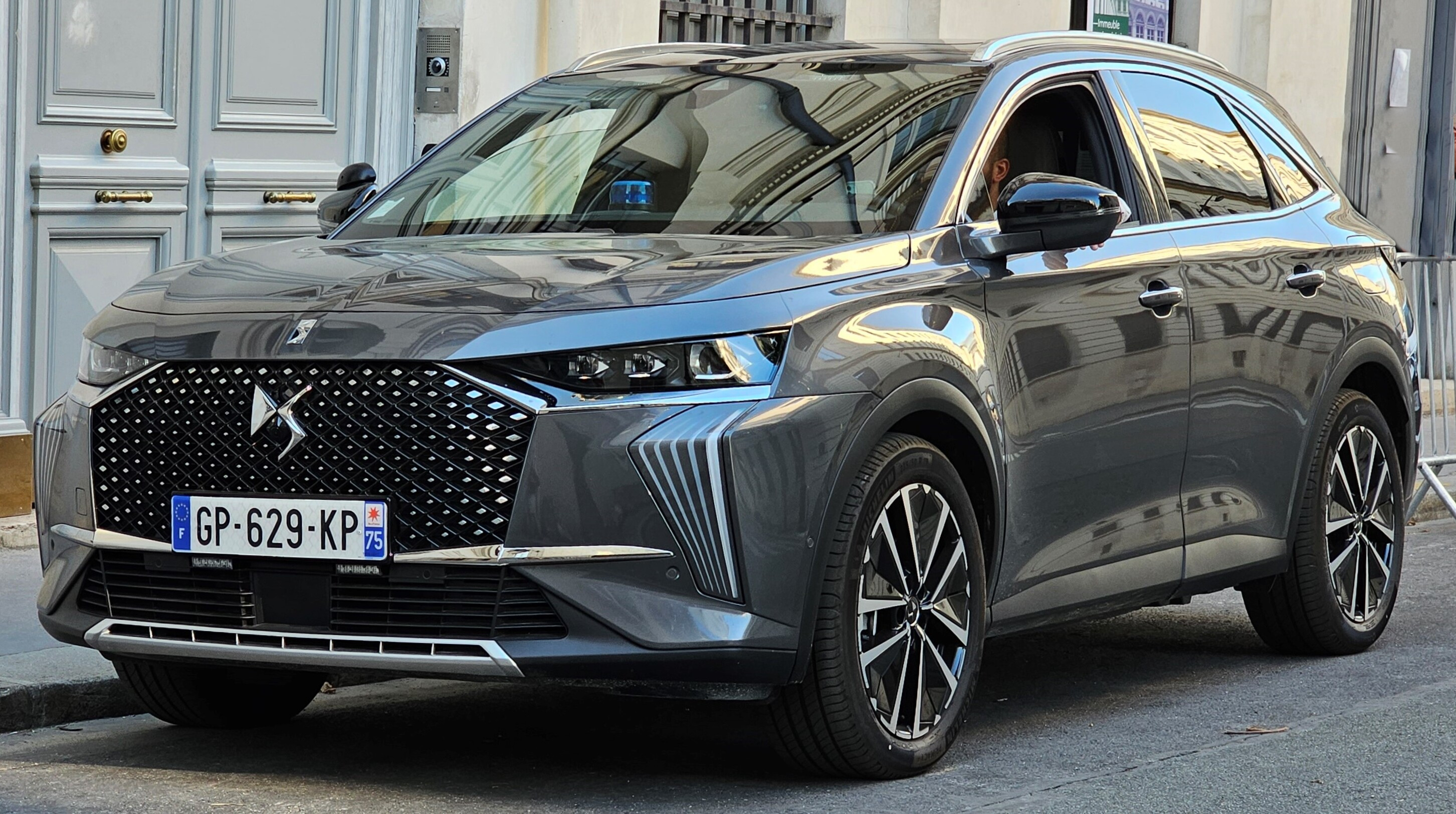
DS 7 E-Tense
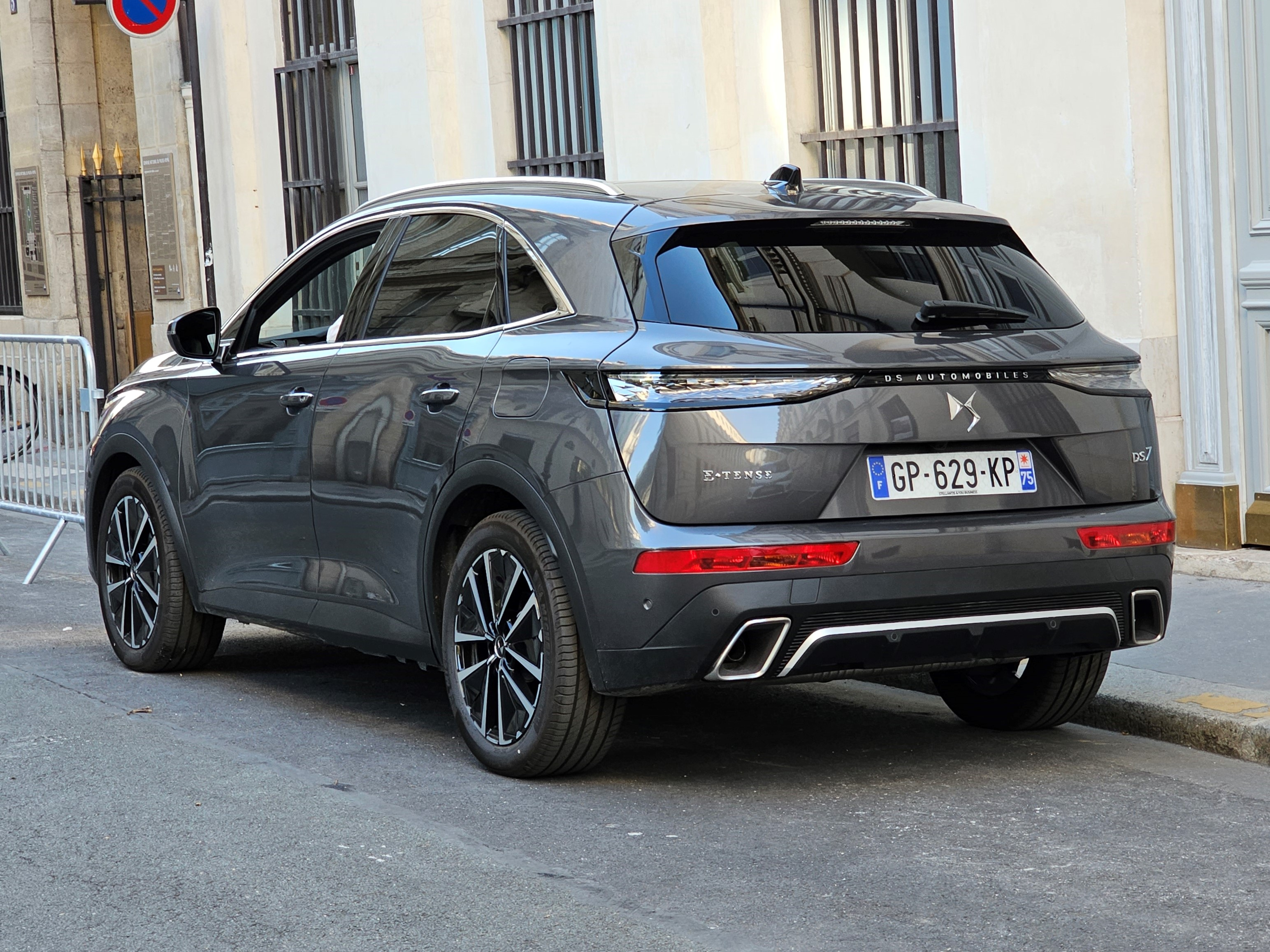
DS 7 E-Tense Вид сзади
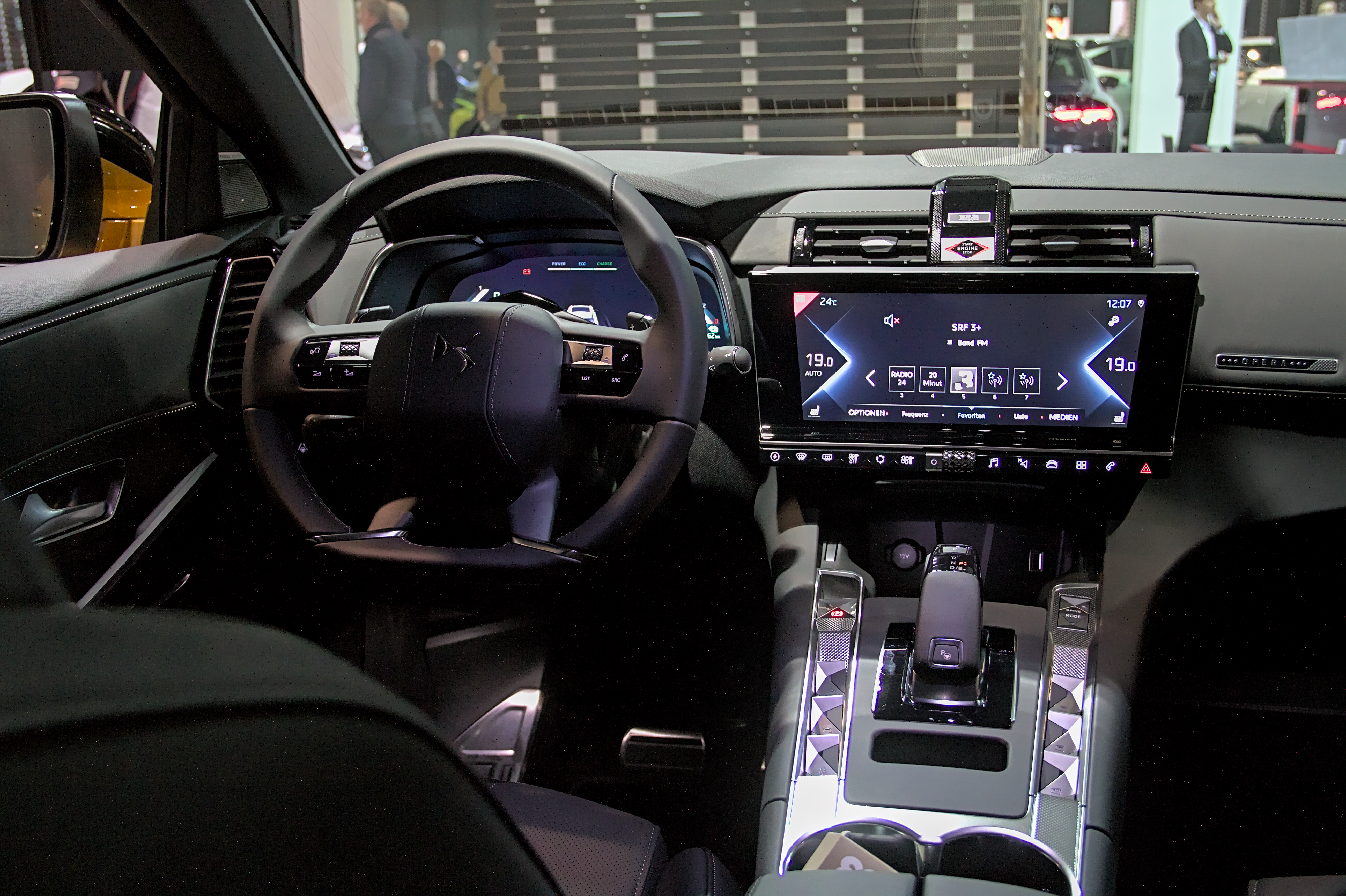
Интерьер